# P/2016 A7 PANSTARRS
P/2016 A7 PANSTARRS è una cometa periodica appartenente alla famiglia delle comete gioviane. La cometa è stata scoperta il 14 gennaio 2016 da Pan-STARRS.